# Mirsk
Mirsk (germană Friedeberg) este un oraș în Polonia.